# Olas de Villariño
Olas de Villariño (llamada oficialmente Santa María de Olás de Vilariño) es una parroquia del municipio español de La Merca, en la provincia de Orense, Galicia.

## Toponimia
La parroquia también es conocida por el nombre de Santa María de Olas de Villarino.

## Organización territorial
La parroquia está formada por siete entidades de población, constando cinco de ellas en el nomenclátor del Instituto Nacional de Estadística español:
- A Barreira
- Campos
- A Medorra
- Olás
- Xen (Oxén)
- Pazos de Olás
- Vilariño

## Demografía
| Gráfica de evolución demográfica de Olas de Villariño entre 2000 y 2022 |
|                                                                         |
| Datos según el nomenclátor publicado por el INE.                        |